# نوسگاوا، نارا
نوسگاوا، نارا (به لاتین: Nosegawa, Nara) یک منطقهٔ مسکونی در ژاپن است که در یوشینو واقع شده‌است. نوسگاوا  ۶۹۹ نفر جمعیت دارد.